# Trkman
Trkman je priimek več znanih Slovencev:
- Beatriče Žbona Trkman (*1949), arheologinja
- Peter Trkman (*1978), ekonomist